# Les cicatrius de Dràcula
Les cicatrius de Dràcula (títol original en anglès: Scars of Dracula) és una pel·lícula britànica dirigida per Roy Ward Baker, estrenada el 1970. És el sisè film de la saga Dracula dirigida per l'estudi Hammer Films. Ha estat doblada al català.

## Argument
Després que Dràcula ha estat tornar a la vida per un ratpenat, una jove vilatana és trobada morta. Els homes del poble intenten destruir Dràcula incendiant el seu castell, però a la seva tornada descobreixen que totes les dones, que s'havien reagrupat a l'església del poble, han estat massacrades per un núvol de ratpenats manats per Dràcula.
A la ciutat, un jove seductor anomenat Paul Carson (Christopher Matthews) ha estat sorprès pel burgmestre (Bob Todd) en companyia de la seva filla Alice (Delia Lindsay); escapa de poc a dos policies llançats darrere d'ell llançant-se per una finestra sobre un fiacre des d'on els cavalls, espantats, el porten prop del castell de Dràcula. Hi és acollit pel comte, el seu servidor Klove (Patrick Troughton) i la seva captiva Tania (Anouska Hempel). Descobrint que Tania ha seduït Paul, Dràcula la mata apunyalant-la salvatgement, després elimina Paul empalant-lo.
El germà de Paul, Simon (Dennis Waterman), i la seva amiga Sarah Framsen (Jenny Hanely), inquiets per la seva desaparició, es llancen a la seva recerca. Cauen en les mans de Dràcula, però aconsegueixen escapar-li gràcies a l'ajuda de Klove, que està enamorat de Sarah. Havent confiat al sacerdot del poble veí la cura de vigilar Sarah, Simon torna al castell per tractar de saber quina ha estat la sort del seu germà. Després de diverses peripècies, acaba enfrontant-se a Dràcula a les muralles del castell. Colpit pel llamp, Dràcula és cremat i cau al buit.

## Repartiment
- Christopher Lee: Comte Dracula
- Dennis Waterman: Simon Carlson
- Jenny Hanley: Sarah Framsen
- Patrick Troughton: Klove
- Michael Ripper: Landlord
- Michael Gwynn: el capellà
- Wendy Hamilton: Julie
- Christopher Matthews: Paul Carlson
- Anouska Hempel: Tania
- Bob Todd: el burgmestre
- Delia Lindsay: Alice, la filla del burgmestre
- David Leland: el primer policía
- Richard Durden: el segon policía
- Toke Townley: l'home en un carro
- Margo Boht: Maria, la dona de Landlord